# Лозоватка (Криничанский район)
Лозоватка (укр. Лозуватка) — село,
Преображенский сельский совет,
Криничанский район,
Днепропетровская область,
Украина.
Код КОАТУУ — 1222085504. Население по переписи 2001 года составляло 152 человека.

## Географическое положение
Село Лозоватка находится на берегу пересыхающей речушки,
ниже по течению примыкает село Преображенка.
Рядом проходит автомобильная дорога Н-11.